# Lista de províncias e territórios do Canadá por área
Esta é uma lista de províncias e territórios do Canadá por área. Canadá tem dez províncias e três territórios. Na área total, o Canadá é o segundo maior país no mundo, em área territorial, no entanto, é quarto classificado. Em termos de superfície de água doce, o Canadá é o maior país.

## Listas

### Área formal
A área total de uma província ou território é a soma da sua área territorial e de sua zona de água doce.
Áreas são arredondadas para o quilômetro quadrado ou milha quadrada. As percentagens são dadas para o décimo mais próximo de um por cento.
| Ordem | Província\Território     | Área total (km²) | Área total (mi²) | Porcentagem da área total nacional |
| ----- | ------------------------ | ---------------- | ---------------- | ---------------------------------- |
| 1     | Nunavut                  | 2,093,190        | 808,199          | 21.0%                              |
| 2     | Quebec                   | 1,542,056        | 595,402          | 15.4%                              |
| 3     | Territórios do Noroeste  | 1,346,106        | 519,744          | 13.5%                              |
| 4     | Ontário                  | 1,076,395        | 415,606          | 10.8%                              |
| 5     | Colúmbia Britânica       | 944,735          | 364,771          | 9.5%                               |
| 6     | Alberta                  | 661,848          | 255,545          | 6.6%                               |
| 7     | Saskatchewan             | 651,036          | 251,371          | 6.5%                               |
| 8     | Manitoba                 | 647,797          | 250,120          | 6.5%                               |
| 9     | Yukon                    | 482,443          | 186,276          | 4.8%                               |
| 10    | Terra Nova e Labrador    | 405,212          | 156,456          | 4.1%                               |
| 11    | Novo Brunswick           | 72,908           | 28,150           | 0.7%                               |
| 12    | Nova Escócia             | 55,284           | 21,346           | 0.6%                               |
| 13    | Ilha do Príncipe Eduardo | 5,660            | 2,185            | 0.1%                               |
| Total | Canadá                   | 9,984,670        | 3,855,171        | 100.0%                             |

#### Área terrestre
Áreas são arredondadas para a unidade inteira. As porcentagens são dadas para o décimo mais próximo de um por cento.
| Ordem | Província\Território     | Área terrestre (km²) | Área terrestre (mi²) | Porcentagem da área de terra nacional |
| ----- | ------------------------ | -------------------- | -------------------- | ------------------------------------- |
| 1     | Nunavut                  | 1,936,113            | 747,551              | 21.3%                                 |
| 2     | Quebec                   | 1,365,128            | 527,088              | 15.0%                                 |
| 3     | Territórios do Noroeste  | 1,183,085            | 456,800              | 13.0%                                 |
| 4     | Colúmbia Britânica       | 925,186              | 357,216              | 10.4%                                 |
| 5     | Ontário                  | 917,741              | 354,348              | 10.1%                                 |
| 6     | Alberta                  | 642,317              | 275,000              | 7.1%                                  |
| 7     | Saskatchewan             | 591,670              | 228,449              | 6.5%                                  |
| 8     | Manitoba                 | 553,556              | 213,733              | 6.1%                                  |
| 9     | Yukon                    | 474,391              | 183,167              | 5.2%                                  |
| 10    | Terra Nova e Labrador    | 373,872              | 144,355              | 4.1%                                  |
| 11    | Novo Brunswick           | 71,450               | 27,587               | 0.8%                                  |
| 12    | Nova Escócia             | 53,338               | 20,594               | 0.6%                                  |
| 13    | Ilha do Príncipe Eduardo | 5,660                | 2,185                | 0.1%                                  |
| Total | Canadá                   | 9,093,507            | 3,511,085            | 100.0%                                |

#### Área de água doce
Área de água doce é composta por lagos, rios, e represas. Exclui águas territoriais reivindicada pelo Canadá no Atlântico, Pacífico, e Oceano Ártico. Canadá não tem significativas zonas interiores de água salgada.
As áreas são dadas para o inteiro mais próximo da unidade. As percentagens são dadas para o décimo mais próximo de um por cento.
| Ordem | Província\Território     | Área água (km²) | Área água (mi²) | Área água como porcentagem da área total | Porcentagem da nacional área da água doce |
| ----- | ------------------------ | --------------- | --------------- | ---------------------------------------- | ----------------------------------------- |
| 1     | Quebec                   | 176,928         | 68,313          | 11.5%                                    | 19.9%                                     |
| 2     | Territórios do Noroeste  | 163,021         | 62,944          | 12.1%                                    | 18.3%                                     |
| 3     | Ontário                  | 158,654         | 61,258          | 14.7%                                    | 17.8%                                     |
| 4     | Nunavut                  | 157,077         | 60,649          | 7.5%                                     | 17.6%                                     |
| 5     | Manitoba                 | 94,241          | 36,387          | 14.5%                                    | 10.6%                                     |
| 6     | Saskatchewan             | 59,366          | 22,922          | 9.1%                                     | 6.7%                                      |
| 7     | Terra Nova e Labrador    | 31,340          | 12,101          | 7.7%                                     | 3.5%                                      |
| 8     | Colúmbia Britânica       | 19,549          | 7,548           | 2.1%                                     | 2.2%                                      |
| 9     | Alberta                  | 19,531          | 7,541           | 3.0%                                     | 2.2%                                      |
| 10    | Yukon                    | 8,052           | 3,109           | 1.7%                                     | 0.9%                                      |
| 11    | Nova Escócia             | 1,946           | 751             | 3.5%                                     | 0.2%                                      |
| 12    | Novo Brunswick           | 1,458           | 563             | 2.0%                                     | 0.2%                                      |
| 13    | Ilha do Príncipe Eduardo | 0               | 0               | 0.0%                                     | 0.0%                                      |
| Total | Canadá                   | 891,163         | 344,086         | 8.9%                                     | 100.0%                                    |